# Selska Reka
Selska Reka (makedonska: Селска Река) är ett periodiskt vattendrag i Nordmakedonien. Det rinner genom kommunen Makedonska Kamenica, i den nordöstra delen av landet, 90 kilometer öster om huvudstaden Skopje.